# Понта-ду-Сол
По́нта-ду-Со́л (порт. Ponta do Sol) — посёлок на юго-западе острова Мадейры, в автономном регионе Мадейры (Португалия), с населением 4224 человек (2001). Является административным центром одноименного района (муниципалитета) с площадью 43,80 км² и населением 8125 человек (2001), который на юге омывается Атлантическим океаном, на западе граничит с муниципалитетом Кальеты, на северо-западе — с муниципалитетом Порту-Мониш, на севере — с муниципалитетом Сан-Висенти и на востоке — Рибейра-Брава. Расстояние до столицы острова города Фуншала составляет 18 км.
В прошлом (до вступления Мадейрой устава автономии в 1976 году) посёлок входил в состав Фуншальського административного округа.
Покровителем посёлка считается Дева Мария (порт. Nossa Senhora da Luz).
Праздник посёлка — 8 сентября.

## История
По преданию название поселка происходит ещё со времен открытия острова, когда Жуану Гонсалвиш Зарку находясь вблизи острова достиг определенной точки из которой было видно скалу, якобы цвета солнца. На русском языке «Понта-ду-Сол» означает «там, где солнце садится».
Благодаря плодородным почвам развитие поселка было очень быстрое. Считается, что поселок был основан ещё в 15 веке, а первая церковь построена в 1486 году. Создание муниципалитета — 2 декабря 1501 года. Основной деятельностью тех времен было выращивание сахарного тростника.

## Экономика
В экономике муниципалитета доминирует сельское хозяйство и туризм. Значительная часть его территории является гористой, где сосредоточено животноводство.
Основным видом транспорта являются автобусы и такси.

## Туризм
Среди туристов популярностью пользуется главная церковь «матриж» (порт. Igreja Matriz da Ponta do Sol), которая была построена в конце 15 века. Крыша церкви выполнен в испано-арабском стиле с применением зелёной керамики. Считается единственным экземпляром в Португалии, а сама керамика была подарена королём Мануэлом Первым.

## Демография
| Численность населения муниципалитета по годам | Численность населения муниципалитета по годам | Численность населения муниципалитета по годам | Численность населения муниципалитета по годам | Численность населения муниципалитета по годам | Численность населения муниципалитета по годам | Численность населения муниципалитета по годам | Численность населения муниципалитета по годам |
| --------------------------------------------- | --------------------------------------------- | --------------------------------------------- | --------------------------------------------- | --------------------------------------------- | --------------------------------------------- | --------------------------------------------- | --------------------------------------------- |
| 1849                                          | 1900                                          | 1930                                          | 1960                                          | 1981                                          | 1991                                          | 2001                                          | 2004                                          |
| 15 350                                        | 19 019                                        | 13 296                                        | 13 829                                        | 9149                                          | 8756                                          | 8125                                          | 8189                                          |

## Состав муниципалитета
В муниципалитет входят следующие районы:
1. Каньяш (порт. Canhas)
2. Мадалена-ду-Мар (порт. Madalena do Mar)
3. Понта-ду-Сол (порт. Ponta do Sol)

## Галерея

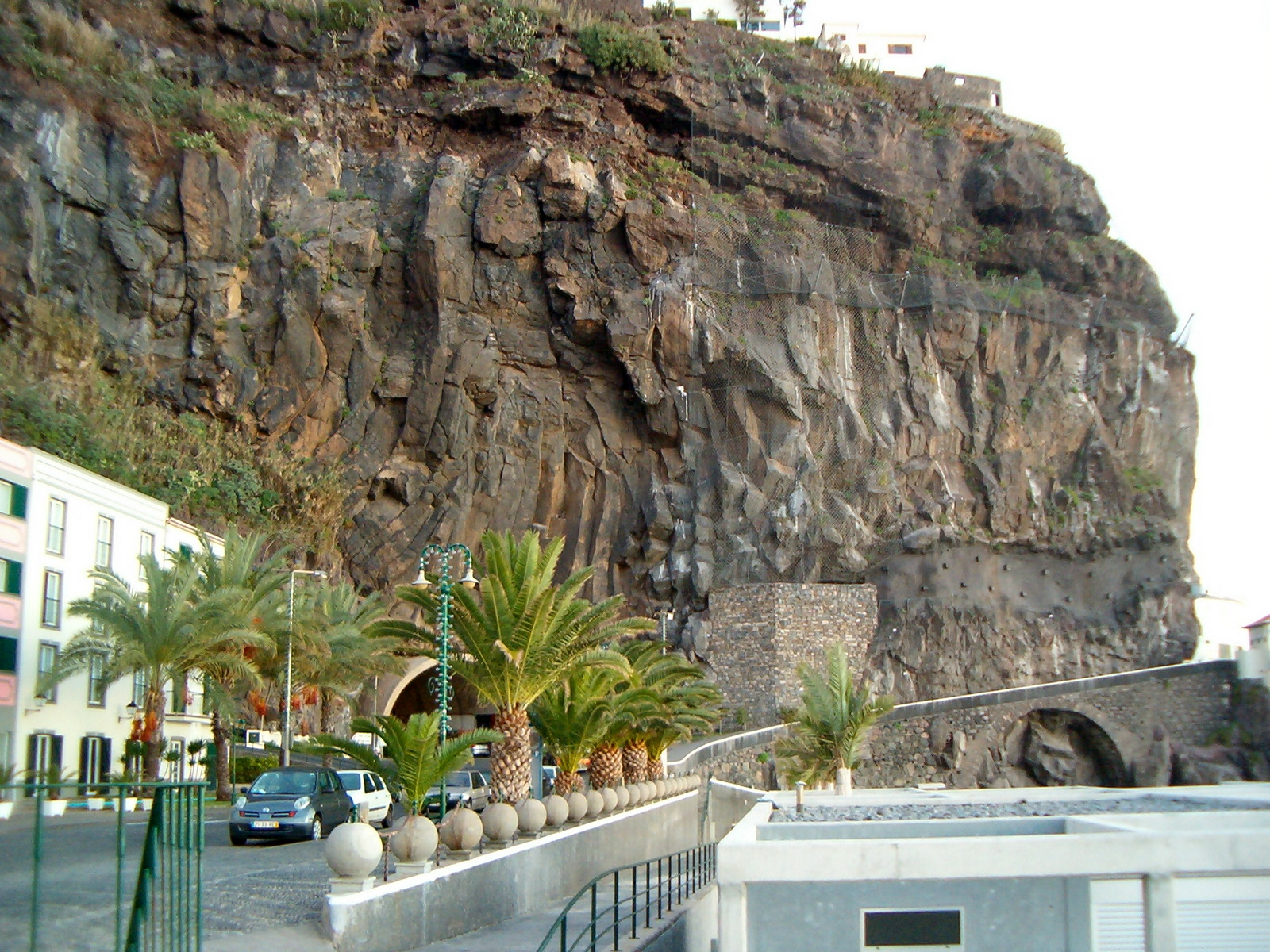
Скала на востоке поселка
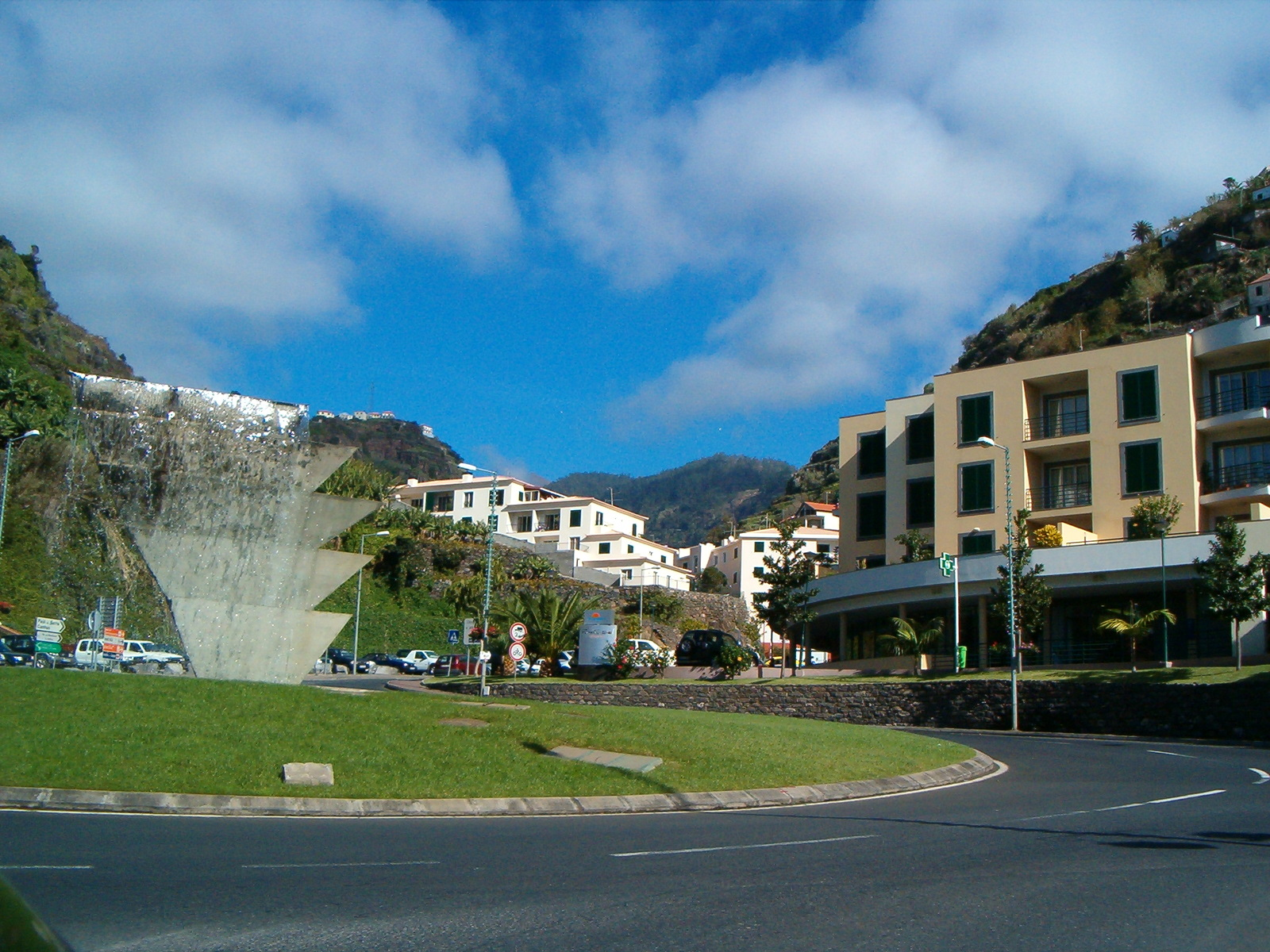
Кольцевая
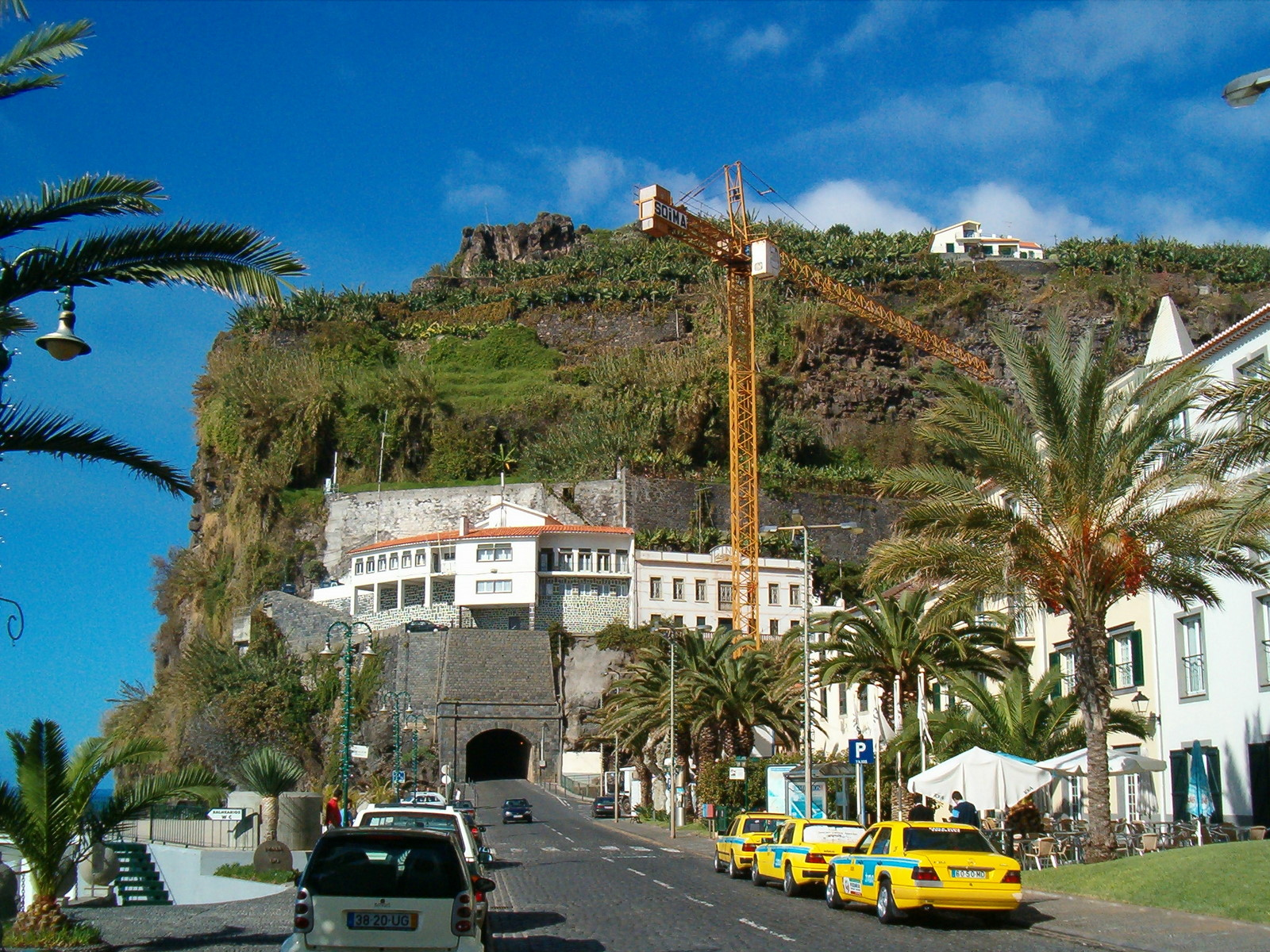
Вид набережной на фоне западного тоннеля
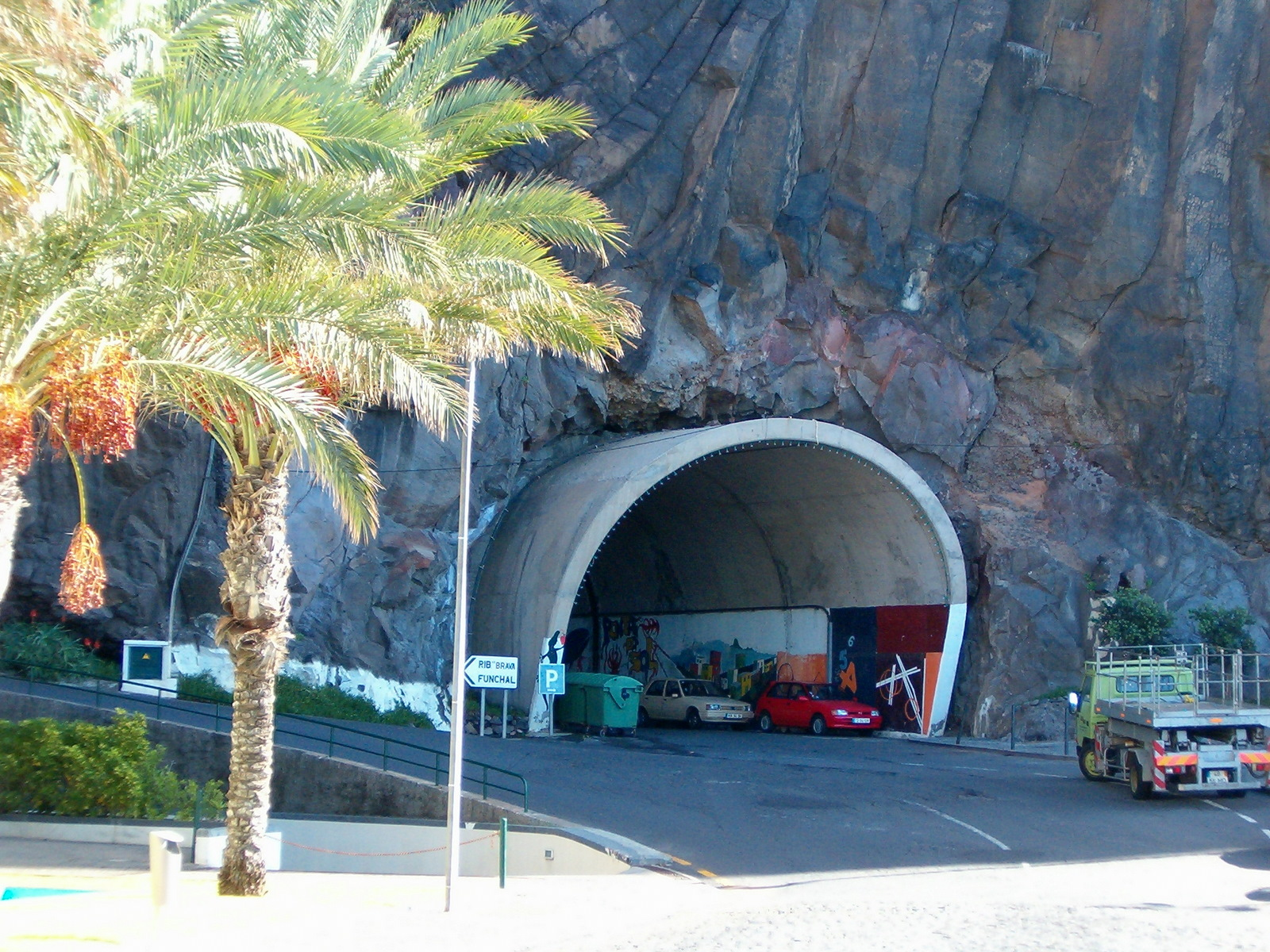
Восточный туннель (не является автомобильной дорогой)